# منتخب بوتان للكريكت للسيدات
منتخب بوتان للكريكت للسيدات هو ممثل بوتان الرسمي في المنافسات الدولية في الكريكت للسيدات
.